# Новопавлівка (Бахчисарайський район)
Новопа́влівка (до початку XX століття — Хан-Елі́, крим. Han Eli) — село в Україні, у Бахчисарайському районі Автономної Республіки Крим. Підпорядковане Поштівській селищній раді. Розташоване на півночі району.

## Опис
Село Новопавлівка розташоване в 10 кілометрах від Сімфірополя в бік Бахчисарая.
Біля села Новопавлівка збереглася Катерининська миля — один з п'яти збережених в Криму колійних знаків на маршруті імператриці Катерини II.
Зараз в селі функціонує тренувальний спортивний комплекс з міні-футболу з трьома футбольними полями, одне з яких освітлюється. Розвинена інфраструктура дорожнього сервісу.

## Історія
Засноване на початку XX століття як маєток Хан-Елі дворянської родини Гуналі. Як Новопавлівка вперше згадується в 1915 році. До завоювання Криму Російською імперією в цих місцях розташовувався один із заміських палаців кримських ханів, звідки і пішла назва Хан-Елі (кримськотатарською — «ханський край»).
У 2023 році у проєкті Постанови Верховної Ради України «Про перейменування деяких населених пунктів Автономної Республіки Крим» село запропоновано перейменувати на Хан-Елі.

## Населення
За даними перепису населення 2001 року, у селі мешкало 758 осіб. Мовний склад населення села був таким:
| Мова              | Число ос. | Відсоток |
| ----------------- | --------- | -------- |
| українська        | 10        | 1,32     |
| російська         | 687       | 90,63    |
| кримськотатарська | 61        | 8,05     |

## Особистості
- В селі народився Гржибовський Микола Гілярович — садівник, Герой Соціалістичної Праці.
- Народився Дмитро Нечаєв — український військовий, загинув 25 березня 2023 року в бою з російськими окупантами біля села Новомихайлівка на Донеччині.[6]